# Otte Wallish
Otte Wallish (en hebreo: אוטה וליש‎); (Znojmo, 25 de abril de 1906 - Herzliya, 15 de mayo de 1977) fue un diseñador gráfico israelí que diseñó muchos de los símbolos más destacados del Estado de Israel, entre los que se encuentran la escritura caligráfica del pergamino de la Declaración de Independencia de Israel, monedas, billetes, medallas, sellos postales y carteles.
También diseñó los símbolos de las Fuerzas de Defensa de Israel, la Policía de Israel y los logotipos de las compañías israelíes Osem. y Tnuva.

## Biografía
Otte Wallish nació en Znojmo (actualmente en la República Checa) en Austria-Hungría. Era un checo de ascendencia judía. Antes de graduarse, sirvió en el ejército checoslovaco. Después de su liberación, comenzó a estudiar historia del arte en la Academia de Bellas Artes de Viena. No se graduó porque decidió emigrar a Palestina, donde tomó la formación agrícola organizada. Antes de irse, abrió una oficina de diseño gráfico y publicidad en Praga, en la cual creó obras gráficas y de propaganda para el movimiento sionista en Alemania y Checoslovaquia. Realizó también trabajos para el Fondo Nacional Judío y la United Israel Appeal.
Se casó y luego emigró en barco a Palestina en 1934, una época de creciente peligro para los judíos europeos, como parte de la quinta aliá. Su esposa se unió a él en 1935. La pareja tuvo dos hijos y se instaló en una casa de Herzliya con muebles Bauhaus.
Fue una aliá durante la cual muchos artistas judíos y artistas gráficos emigraron a Palestina, como los hermanos Shamir. Usó el alemán Wallisch y, después de mudarse a Israel, adoptó la transliteración inglesa Wallish de su nombre en hebreo. (Su primer nombre a menudo se cita incorrectamente como Otto.) Un hermano sobrevivió al Holocausto y vivió en la República Checa.
Durante las décadas de 1930 y 1940, Wallish trabajó en composiciones artísticas, gráficos estadísticos y otros aspectos de diseño para libros. En 1929, publicó su propio libro, ABC: Ein Bilderbuch.
En 1934 Welish abrió una agencia de publicidad en Tel Aviv, y en 1936 abrió un estudio gráfico en el barrio Nahalat Binyamin en Tel Aviv (ahora un sitio de preservación histórica). El estudio sirvió también como una fachada para SHAI, el servicio de inteligencia de la Haganá.
Wallish ha diseñado y ejecutado varias exposiciones filatélicas en Israel y en países y ciudades de todo el mundo como Nueva York, Viena, América Latina, y más.

## Pergamino y ceremonia de la Declaración de Independencia de Israel

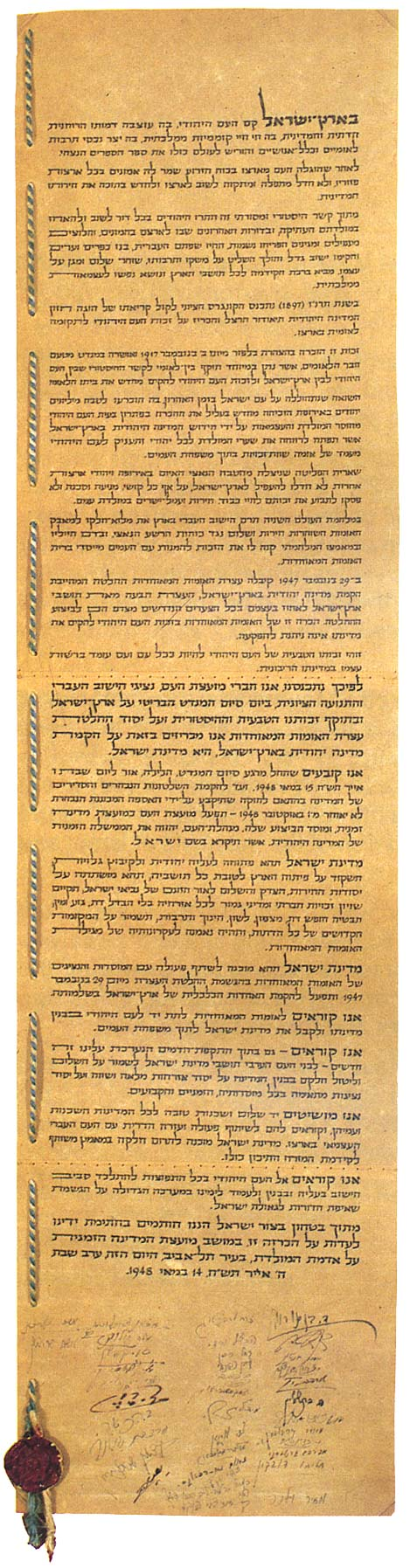
Pergamino de la Declaración de Independencia diseñado por Otte Wallish

Wallish fue responsable de la caligrafía y el diseño del pergamino de la Declaración de Independencia de Israel. Debido a debates de redacción fuera de su control, Wallish solo había terminado la parte inferior del pergamino en el momento de la firma y el anuncio. De hecho, David Ben-Gurion no leyó el pergamino real sino que tuvo que trabajar con notas escritas a mano para la declaración pública del 14 de mayo de 1948. La fotografía que se muestra aquí fue tomada por el cuñado de Wallish, Rudi Weissenstein.
El pergamino de Wallish se preparó en tres secciones que se unieron. El pergamino original de la Declaración se encuentra en los Archivos Nacionales de Israel. Basó el estilo de caligrafía en un Sefer Torá del siglo XVI.
Por oro lado, Walisch se encargó de la preparación de la sala de exposiciones en la que se anunció la Independencia del Estado. Bajo la dirección de Ben Gurion y el cercano asesoramiento de Ze'ev Sharef, Secretario de la Administración Nacional, Wallish hizo despejar la sala de obras no relacionadas con el judaísmo o Israel. Exigiíó que las obras de la sala fueran reemplazadas por piezas como "Jew Holding a Scroll", de Marc Chagall.

## Sellos postales

### Los primeros sellos postalesDoar Ivride Israel

Boceto de Wallish para los primeros sellos de un país que se llamará Yehudah

También en 1948, Wallish tomó la iniciativa en el diseño de los primeros sellos postales de Israel. Eligió un diseño basado en monedas antiguas, encontradas en estudios arqueológicos sobre la primera guerra judeo-romana y la Revuelta de Bar Kojba. También diseñó el Sobre primer día para el primer uso de los sellos en el primer día hábil después de la Declaración de la Independencia, el domingo 16 de mayo de 1948. Dado que el nombre del estado aún no se había determinado durante el diseño y la impresión secreta de los sellos, se diseñaron con el nombre Doar Ivri ("Correo hebreo") en lugar de Israel, nombre que se encuentra en todas las ediciones postales posteriores.
En 2007, se subastaron varias obras de arte originales de Wallish para la estampilla Doar Ivri. En un ensayo preliminar, el sello está diseñado como un triángulo. Además, en otro ensayo de Wallish, los sellos en la cubierta del primer día se prepararon con el nombre "incorrecto" del estado: Yehudah (en hebreo: יהודה‎, cf. Judá o Judea), como se muestra aquí. También había propuesto poner Eretz Israel en los sellos, que los líderes del gobierno provisional también rechazaron. Después de hablar en privado con los comerciantes de sellos alemanes, quienes recomendaron un equivalente hebreo de Deutsche Post ("Correo alemán"), Wallish propuso la frase Doar Ivri, la cual fue aceptada.

### Otros sellos de Israel
Después de Doar Ivri, Wallish siguió siendo un destacado diseñador de sellos israelíes. Su diseño doar ivri también se utilizó para las primeras cuotas postales provisionales de Israel; luego diseñó los sellos del Primer Festival (el primero con el nombre de Israel, con una antigua impresión de sello LMLK ), las primeras cuotas postales de Israel (1949) y el símbolo del Correo de Israel. Wallish también diseñó el sello festivo anual en 1952, sellos para tres exposiciones filatélicas (la hoja bloque de TABUL 1949, TABA 1952, TABIM 1954). También preparó los primeros sellos de correo aéreo, una serie definitiva con motivos del arte antiguo (1950), las series definitivas de acuñación (basados en doar ivri pero con el nombre de Israel), así como sellos de correo oficial provisional (bul sherut) sobre el diseño de acuñación. (1951) sellos.
Wallish también contribuyó con una variedad de diseños originales, incluidos sellos que conmemoran el 70.º aniversario de Petah Tikva, el Día de la Independencia de Israel (1951, 52, 54, 57 y 58), el Año Mundial del Refugiado (1960), el 25.º Congreso Sionista (1960) y el centenario de la prensa hebrea en Israel (con una página del diario Halbanon al fondo, 1963). También diseñó un sello con menorá (1952) y una serie de defensa (1957), con la insignia de la Haganá.
En 1950, Wallish diseñó un sello para celebrar la aprobación del ingreso de Israel en la Unión Postal Universal. Con un globo terráqueo al fondo, el diseño destaca el símbolo del Israel Post, un venado corriendo. Había presentado una oferta para un diseño del símbolo de Israel Post, pero había perdido frente a los hermanos Shamir, que también estaban activos en el diseño de sellos. En 1952, Wallish volvió a presentar al venado corriendo en su nueva serie de gastos de envío. En 1957, el gráfico de la UPU se alistó para los primeros aerogramas israelíes. Wallish volvió a perder ante los hermanos Shamir en la competencia por el sello de Jerusalén de 1949. Mientras que el diseño ganador representa una escena que mira hacia la ciudad y la Torre de David, la obra de arte de Wallish muestra un enfoque plano y dos judíos religiosos en el camino a Jerusalén.
Menos conocidos son los sellos que diseñó Wallish pero que no se produjeron en serie. En 1948, el ejército israelí planeó imprimir sellos militares especiales. Wallish presentó diseños que fueron aceptados e impresos a modo de prueba en julio de 1958. Un sello (10 mil) representaba a un guerrero judío de Egipto, otro (15 mil) la menorá del Arco de Tito, y la denominación más alta llevaba la insignia de la espada y la rama de olivo de la Haganá. Sin embargo, los funcionarios postales civiles rechazaron la idea y los sellos a cuatro colores nunca se pusieron en uso.

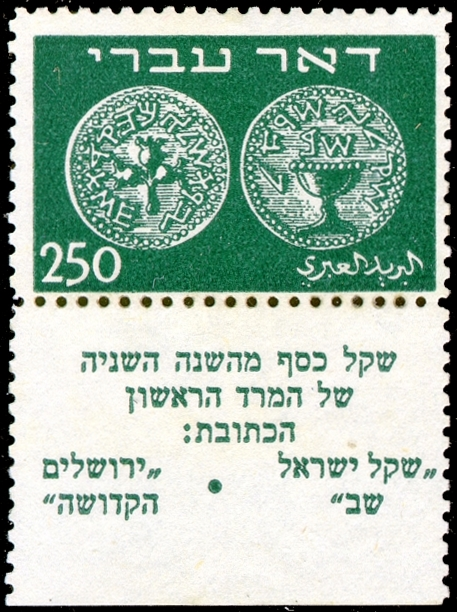
"Moneda de plata del segundo año de la primera revuelta". Las inscripciones de la moneda: "Shekel Israel año dos", "Jerusalén la Santa" - 1948
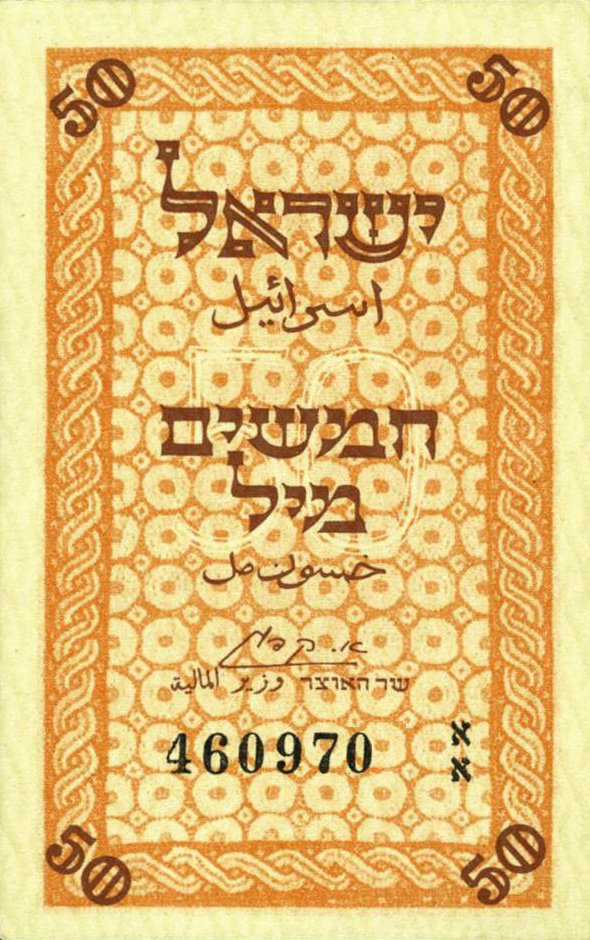
Billete israelí de 50 mil palestinos, impreso debido a la escasez de monedas - 1948
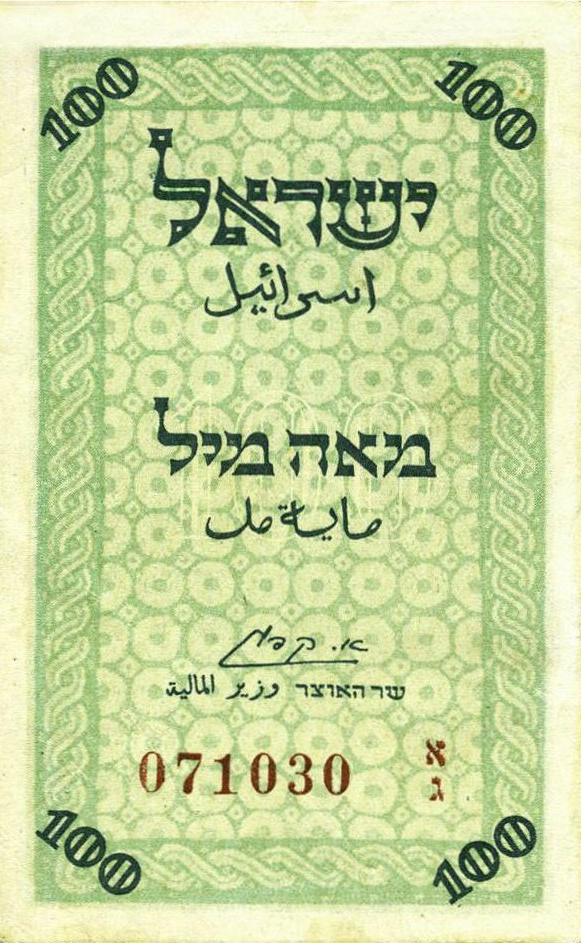
Billete israelí de 100 mil palestinos, impreso debido a la escasez de monedas - 1948
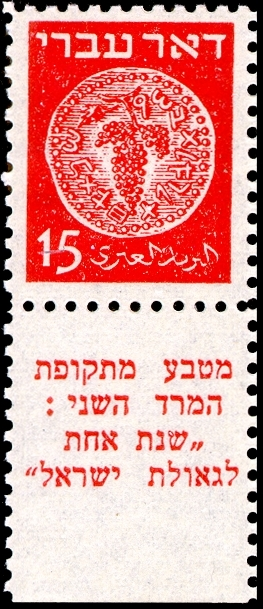
Inscripción en la pestaña: "Moneda del período de la segunda revuelta". La inscripción de la moneda: "Año uno de la redención de Israel" - 1948
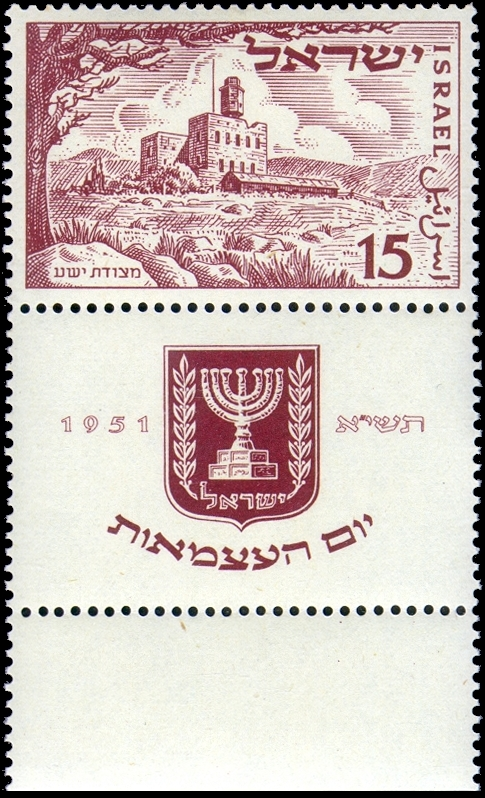
Tercer sello del Día de la Independencia de Israel - 15 mil - Fuerte Yusha. Inscripción en la pestaña: "Yom Ha'atzmaut 5711 - 1951"
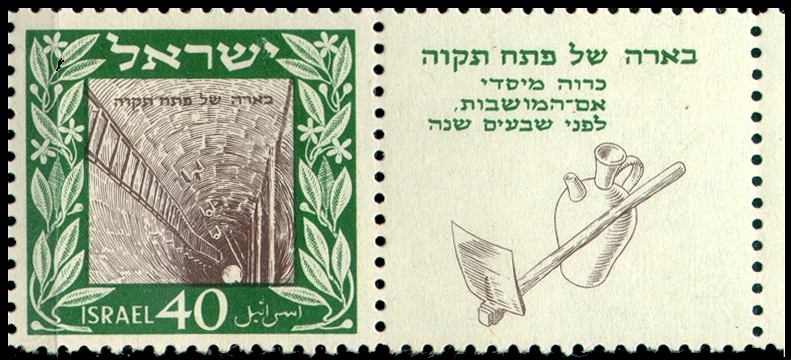
Sello del 70 aniversario de Petaj Tikva - 1949

## Numismática

### Las primeras monedas de Israel

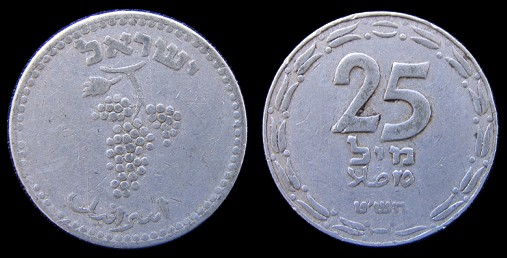
Primeras monedas, 1948

Las primeras monedas de Israel se diseñaron a partir de una propuesta presentada por la Sociedad Numismática de Israel, junto con Leo Kadman, Hanan Pavel y Wallish.

### Billetes, medallones y medallas
Además, Wallish diseñó papel moneda, el primer medallón del gobierno israelí, con una moneda que lleva la inscripción IVDAEA CAPTA ( lit. Judea capturada), y medallas militares.

## Carteles y símbolos
Para los municipios de Israel, Wallish diseñó insignias; para las principales corporaciones creó sus logotipos — incluidas Osem y Tnuva. También realizó trabajos artísticos para campañas publicitarias.
A lo largo de los años, Wallish también diseñó carteles. Por ejemplo, un cartel muestra la inmigración judía en barco y otro promueve la naviera ZIM. Sus carteles han aparecido en exhibiciones y en la exposición "Vender el sionismo" de 1997 en el Museo de Israel. En 2006, se mostró un cartel de Wallish en la exposición "Los nuevos hebreos: 100 años de arte en Israel", exhibido en el Martin-Gropius-Bau de Berlín. Un crítico de arte afirma que "We Will Immigrate (Nosotros inmigraremos) (1946) de Otte Wallish (1903-1977) muestra un aluvión de barcos de aspecto amenazante a punto de liberar a sus pasajeros — posiblemente inmigrantes ilegales — en las costas de Palestina". Sus carteles también se exhiben en los Archivos Sionistas Centrales y en el Museo de Tel Aviv.

## Trabajos seleccionados
- Mechner, E. y O. Wallisch. Palestina transformada: un atlas pictórico de Eretz Israel. Jerusalén: [Keren Kayemeth (JNF/KKL, Fondo Nacional Judío ) y Keren Hayesod (Fondo de la Fundación Palestina )], 1941. (20 páginas) Este trabajo enumera 15 ilustraciones de Wallish, que tratan temas como el desarrollo de la llanura costera, la transformación del valle de Jezreel de pantanos, asentamientos como Hanita, etapas de "redención de tierras" y "colonización", el kibutz y el moshav, y la Palestina industrial. En P. 16, se representan cuatro soldados de defensa judíos: un shomer o guardia de 1900, un ex policía de la Legión judía, uno de los "Ghaffirim" o " Notrim " (Policía supernumeraria) de la revuelta árabe de 1936-1938 y el "soldado palestino" (judío). del Yishuv.
- Mechner, E. y O. Wallish. Eretz Israel: Hechos y cifras. Jerusalén: [Keren Kayemeth (Fondo Nacional Judío) y Keren Hayesod (Fondo de la Fundación Palestina)], 1947. (32 páginas) El libro contiene cuadros, gráficos o mapas en las páginas 7–31, incluido un cuadro que muestra el cambio de la población judía después Holocausto por país europeo, tendencias en la inmigración judía a Palestina, mapas de la Declaración Balfour y los Libros Blancos de 1922 y 1939, mejoras en la mortalidad infantil y la esperanza de vida entre judíos y árabes, recaudación de fondos y adquisición de tierras, proyectos de irrigación y reclutamiento para la Brigada Judía, y el comercio exterior .
- Mechner, E., arreglo artístico de Otte Wallish. Tel-Aviv . (Serie: Nueva Palestina en imágenes.) Tel Aviv: The Maon Press, 1937. 31 hojas
- Singer, Miriam . Kelle und Schwert: aus den Heldentagen von Dagania ( lit. “Paleta y Espada: De los Días Heroicos de Dagania”, en alemán). Jerusalén: sede de KKL y Tel Aviv: Omanuth Verlag, 1935. Ilustraciones de Otte Wallisch.
- Wallisch, Otte. ABC: Ein Bilderbuch ( lit. "ABC: A Picture Book", en alemán). Jerusalén: Keren Kayemeth Leisrael, 1929
- Weichselbaum, S. Hundert Bäume ( lit. "Cien árboles", en alemán). Tel Aviv: Omanuth Verlag, 1935. Ilustraciones de Otte Wallisch.
- Ziman, Joshua. Erez Israel en figuras. Jerusalén: Keren Kayemeth Leisrael, 1931